# Ted 2
Ted 2 is een Amerikaanse komediefilm uit 2015 onder regie van Seth MacFarlane. De film is het vervolg op Ted uit 2012.

## Verhaal
Ted (Seth MacFarlane) trouwt met zijn vriendin Tami-Lynn (Jessica Barth), maar na een jaar begint hun huwelijk door constant geruzie scheuren te vertonen. Om hun relatie te redden besluit het koppel een baby te krijgen. Hoewel Teds beste vriend John (Mark Wahlberg) bereid is zijn sperma te doneren blijkt Tami-Lynn evenwel onvruchtbaar te zijn geworden door overmatig drugsgebruik. Als ze vervolgens een kind proberen te adopteren komt aan het licht dat de Commonwealth of Massachusetts Ted niet als persoon maar als eigendom te beschouwen. Ted verliest als gevolg hiervan zijn baan en zijn huwelijk met Tami-Lynn wordt nietig verklaard. Met de hulp van de jonge advocate Samantha Jackson (Amanda Seyfried) proberen Ted en John voor de rechter te bewijzen dat hij menselijk is.

## Rolverdeling
| Acteur              | Personage               |
| ------------------- | ----------------------- |
| Mark Wahlberg       | John Bennett            |
| Seth MacFarlane     | Ted (stem)              |
| Amanda Seyfried     | Samantha Leslie Jackson |
| Jessica Barth       | Tami-Lynn McCafferty    |
| Giovanni Ribisi     | Donny                   |
| Morgan Freeman      | Patrick Meighan         |
| Sam J. Jones        | Zichzelf                |
| Patrick Warburton   | Guy                     |
| Michael Dorn        | Rick                    |
| Bill Smitrovich     | Frank                   |
| John Slattery       | Shep Wild               |
| Cocoa Brown         | Joy                     |
| John Carroll Lynch  | Tom Jessup              |
| Ron Canada          | Rechter                 |
| Liam Neeson         | Klant supermarkt        |
| Dennis Haysbert     | Fertiliteitsdokter      |
| Patrick Stewart     | Verteller (stem)        |
| Tom Brady           | Zichzelf                |
| Jay Leno            | Zichzelf                |
| Jimmy Kimmel        | Zichzelf                |
| Kate McKinnon       | Haarzelf                |
| Bobby Moynihan      | Zichzelf                |
| Taran Killam        | Zichzelf                |
| Sebastian Arcelus   | Dr. Ed Danzer           |
| Jay Patterson       | Karl Jackson            |
| Nana Visitor        | Adoptieagent            |
| Maggie Geha         | Zuster spermabank       |
| Jessica Szohr       | Allison                 |
| Craig Ricci Shaynak | Blinde gast             |
| Lexi Atkins         | Flirtende serveerster   |
| Rachael MacFarlane  | Meighan assistent       |
| Tara Strong         | Ted speelgoed (stem)    |
| Tiffany             | Haarzelf                |
| Jimmy Fallon        | Zichzelf                |

## Productie
In september 2012 werd door Steve Burke van de filmstudio al bekendgemaakt dat er een vervolg op Ted zou komen. Wahlberg bevestigde in januari 2013 dat hij het vervolg zou regisseren. In oktober 2013 werd bekendgemaakt dat de film in juni 2015 in de bioscopen zou verschijnen. Het filmen startte op 28 juli 2014 en eindigde op 13 november 2014. De film kreeg van de critici wisselende tot matige kritieken.